# Alida bok
Alida Bok är Sveriges äldsta nyfeministiska förlag. Det startade 1971 och gick på många sätt i bräschen för den feministiska väckelsevågen på 1970-talet.[källa behövs]